# Tilahun Alemayehu
Tilahun Alemayehu (nascido em 10 de julho de 1962) é um ciclista de estrada etiopiano. Participou nos Jogos Olímpicos de 1980, realizados na cidade de Moscou, União Soviética, onde terminou em 23º nos 100 km contrarrelógio por equipes.